# 村上大祐
村上 大祐（むらかみ だいすけ、1982年5月1日 - ）は、日本の政治家、新聞記者。佐賀県嬉野市長（2期）。

## 来歴
広島県尾道市出身。2006年（平成18年）3月、九州大学法学部政治学科卒業。同年、佐賀新聞社へ就職。伊万里支局長などを務めた。2017年（平成29年）9月、退職。
2018年（平成30年）1月21日に行われた嬉野市長選挙に立候補し、会社社長の藤山勝済、演歌歌手の岸川美好を破り初当選した。2月5日、市長就任。
※当日有権者数：22,453人 最終投票率：70.52%（前回比：-1.84pts）
| 候補者名 | 年齢 | 所属党派 | 新旧別 | 得票数  | 得票率 | 推薦・支持 |
| -------- | ---- | -------- | ------ | ------- | ------ | ---------- |
| 村上大祐 | 35   | 無所属   | 新     | 7,890票 | 50.52% |            |
| 藤山勝済 | 67   | 無所属   | 新     | 7,312票 | 46.82% |            |
| 岸川美好 | 69   | 無所属   | 新     | 415票   | 2.66%  |            |

2022年（令和3年）1月23日に行われた市長選挙で前回に引き続き立候補した藤山・岸川の2候補を下し再選を果たした。
※当日有権者数：21,218人 最終投票率：66.88%（前回比：-3.64pts）
| 候補者名 | 年齢 | 所属党派 | 新旧別 | 得票数  | 得票率 | 推薦・支持 |
| -------- | ---- | -------- | ------ | ------- | ------ | ---------- |
| 村上大祐 | 39   | 無所属   | 現     | 7,526票 | 53.79% |            |
| 藤山勝済 | 71   | 無所属   | 新     | 6,007票 | 42.93% |            |
| 岸川美好 | 73   | 無所属   | 新     | 459票   | 3.28%  |            |

## 市政
民間業者との会食問題
2018年（平成30年）7月、東京に出張中に会員制リゾートホテル「東京ベイコート倶楽部ホテル&スパリゾート」で市職員2人とともに、嬉野茶を題材にしたアニメーション制作を企画している関係者ら11人と会食した。同年11月28日、市議らは村上が利害関係者から供応接待を受けたとして、1千人を超える署名を添えて政倫審での調査と説明会開催を求める請求書を市に提出した。「会員制ホテルで食事代などを関係者側が負担しており、不正の疑惑を持たれる行為」と市議らは述べる。その後シャンパングラスを手に気泡ぶろに入った職員の写真などが流出し、出張に同席した職員を2019年（平成31年）3月22日付で厳重注意処分とした。同年3月28日の定例記者会見で村上は「市のイメージを損う結果となった。私もその場に居合わせたので監督責任は非常に重い」と述べた。ただし「非合法行為はない」として、給与減額などの引責については否定した。
上記の件について、住民訴訟が提起されたが、2022年3月18日の佐賀地裁ですべて市側の主張を認める形で請求を棄却及び却下された。
https://mainichi.jp/articles/20220319/ddl/k41/040/362000c